# Храфнхільдур Лютерсдоттір
Храфнхільдур Лютерсдоттір (2 серпня 1991) — ісландська плавчиня.
Учасниця Олімпійських Ігор 2012, 2016 років.
Призерка Чемпіонату Європи з водних видів спорту 2016 року.